# Kurt Karl Eberlein
Kurt Karl Eberlein (* 15. August 1890 in Rastatt; † 1944/1945 an der Ostfront?) war ein deutscher Kunsthistoriker, der der nationalsozialistischen Ideologie nahestand.

## Werdegang
Eberlein studierte ab 1908 Kunstgeschichte, Archäologie, Ägyptologie und Literatur in Heidelberg, München und Bonn. Ab 1910 setzte er sein Studium an der Universität Halle bei Adolph Goldschmidt fort, dem er 1912 nach Berlin an die Friedrich-Wilhelms-Universität folgte. 1916, während des Kriegsdienstes, wurde er bei Goldschmidt promoviert.
1919 wurde Eberlein wissenschaftlicher Mitarbeiter an der Badischen Kunsthalle in Karlsruhe. 1923 beteiligte er sich an einer Festschrift zu Adolph Goldschmidts 60. Geburtstag. Im Herbst 1925 wechselte er als Referent für deutsche Handwerkskultur zu Reichskunstwart Edwin Redslob nach Berlin. Am 1. November 1929 schrieb er für das Berliner Tageblatt einen Nachruf für Aby Warburg.

## Werk
1933 verfasste Eberlein die Schrift Was ist deutsch in der deutschen Kunst, in der er  seinen Kampf „gegen alles Anationale, Antinationale, Internationale in der deutschen Kunst“ führte. Auch nahm er im Rückgriff auf Herder, Goethe, Fichte und Spengler Partei für den Nationalsozialismus und propagierte eine neue deutsche Kunst jenseits des Expressionismus. Er sprach von der „typisch deutschen ‚Schreckkunst‘, die er der romantisch geprägten Schmuckkunst“ gegenüberstellte. Gleichzeitig trat er für einen neuen Typ des Kunsthistorikers ein: „Der Kunsthistoriker ist kein Spezialist, sondern eine nationale Persönlichkeit, Seher, Deuter, Dolmetscher zugleich, nicht der Kenner des Kunstmarktes aber der Kenner des Kunstgeistes, der nationalen Kunst- und Lebenswerte“. Eberlein bekannte sich offensiv und radikal zu den Ideen des Nationalsozialismus und trat zum 1. Mai 1933 der NSDAP bei (Mitgliedsnummer 2.597.947).
Ab 1933 war er als freier Autor tätig, er strebte auch keine Museumskarriere an.
Eberlein publizierte unter anderem über die Nazarener sowie die deutsche Romantik und deren Hauptvertreter Caspar David Friedrich. 1939 erschien sein Buch Caspar David Friedrich – Der Landschaftsmaler. Ein Volksbuch deutscher Kunst, in dem er dessen Malerei für seine völkische Kunstgeschichte vereinnahmte.
Während des Zweiten Weltkriegs schrieb Eberlein Artikel für die Leipziger Illustrirte Zeitung (Das Opfer. Zum Heldengedenktag, März 1943; Arno Breker, August 1944). 1944/1945 ist Eberlein vermutlich an der Ostfront verschollen.